# František Gracel
František Gracel (4. prosince 1909 - 1969) byl slovenský a československý politik Komunistické strany Slovenska a poúnorový poslanec Národního shromáždění ČSR.

## Biografie
V roce 1945 se uvádí jako místopředseda ONV ve Snině.
Po volbách do Národního shromáždění roku 1948 byl zvolen do Národního shromáždění za KSČ ve volebním kraji Košice. Mandát nabyl až dodatečně v červenci 1951 jako náhradník poté, co rezignoval poslanec Arnošt Pšenička. V parlamentu zasedal až do konce funkčního období, tedy do voleb v roce 1954.
V roce 1953 se uvádí jako člen Ústředního výboru Komunistické strany Slovenska. Na 10. sjezdu KSS v tom roce byl zároveň členem revizní komise KSS.